# Яшкульское сельское муниципальное образование
Яшкульское сельское муниципальное образование — сельское поселение в Яшкульском районе Калмыкии.  Административный центр — посёлок Яшкуль.

## География
Яшкульское СМО расположено в центральной части Яшкульского района, в северо-западной части Прикаспийской низменности.
Яшкульское СМО граничит на западе — с Гашунским, на северо-западе — с Чилгирским, на севере — с Привольненским, на северо-востоке — с Уттинским и на юго-востоке с Тавн-Гашунским и на юге — с Цаган-Уснским СМО Яшкульского района.

### Климат
Климат поселения континентальный засушливый, полупустынный. Лето длится пять месяцев, а зима — два−три месяца. Зима, как правило, мягкая и малоснежная, хотя при вторжении холодного воздуха из Сибири возможны сильные морозы. Лето очень жаркое.
- Среднегодовая температура — 10,8 °C
- Среднегодовая скорость ветра — 3,0 м/с
- Среднегодовая влажность воздуха — 68 %

| Показатель                    | Янв. | Фев.  | Март | Апр. | Май  | Июнь | Июль | Авг. | Сен. | Окт. | Нояб. | Дек. | Год   |
| ----------------------------- | ---- | ----- | ---- | ---- | ---- | ---- | ---- | ---- | ---- | ---- | ----- | ---- | ----- |
| Абсолютный максимум, °C       | 15,9 | 19,5  | 22,8 | 32,2 | 38,5 | 41,1 | 44,2 | 43,5 | 39,8 | 32,2 | 22,2  | 20,0 | 44,2  |
| Средний суточный максимум, °C | 0,0  | 0,3   | 7,1  | 17,2 | 23,9 | 29,7 | 32,5 | 31,4 | 24,7 | 16,5 | 6,9   | 1,7  | 16,0  |
| Средняя температура, °C       | −3,2 | −3,3  | 2,6  | 11,0 | 17,6 | 23,1 | 26,1 | 24,7 | 18,2 | 10,5 | 3,2   | −1,5 | 10,8  |
| Средний суточный минимум, °C  | −6,3 | −6,9  | −1,9 | 5,4  | 11,5 | 16,9 | 19,4 | 17,7 | 11,7 | 5,8  | −0,2  | −4,1 | 5,8   |
| Абсолютный минимум, °C        | −33  | −36,1 | −30  | −9,9 | −3,9 | 2,2  | 7,2  | 5,0  | −6   | −18  | −26,1 | −29  | −36,1 |
| Норма осадков, мм             | 14   | 11    | 17   | 22   | 38   | 39   | 27   | 21   | 20   | 21   | 22    | 18   | 270   |
| Источник: Погода и климат     |      |       |      |      |      |      |      |      |      |      |       |      |       |

Гидрография
Гидрографическая сеть территории поселения развита слабо. Природная водообеспеченность не удовлетворяет потребностям производственных, сельскохозяйственных и социальных нужд населения СМО. Для водообеспечения используется вода Яшкульского распределительного канала Черноземельской ООС.

## Население
| 2002  | 2010  | 2011  | 2012  | 2013  | 2014  | 2015  |
| ----- | ----- | ----- | ----- | ----- | ----- | ----- |
| 6577  | ↗7909 | ↘7868 | ↘7847 | ↘7808 | ↘7726 | ↗7746 |
| 2016  | 2017  | 2018  | 2019  | 2020  | 2021  |       |
| ↗7793 | ↗7989 | ↗8088 | ↘8035 | ↗8086 | ↘7823 |       |

## Состав сельского поселения
В состав сельского поселения входят 2 населённых пункта
| № | Населённый пункт | Тип населённого пункта          | Население |
| - | ---------------- | ------------------------------- | --------- |
| 1 | Олинг            | посёлок                         | ↗60       |
| 2 | Яшкуль           | посёлок, административный центр | ↘7763     |

## Экономика
Промышленность на территории поселения развита слабо. Основная отрасль экономики — сельское хозяйство. Наиболее ценная категория преобразованных земель сельскохозяйственного назначения, на территории поселения — мелиорированные земли. На территории Яшкульского СМО их площадь составляет — 4682,0 га, в том числе регулярного орошения — 2054,0 га, лиманного — 205,0 га.
На территории Яшкульского СМО расположены: банно-прачечный комбинат, пекарня, МУП «Тепловик», производ-ственная база МПМК, хлебзавод, производственная база РГУП «Яшкульский лесхоз», ФГУП ДУ-2, стригальный пункт «Кировский», филиал ОАО «МСРК Юга»- «Калмэнерго» электрических сетей, АГЗС «ЭГиП», кирпичный завод, вулканизация, база ЭТУС, колбасный цех, ОАО «Металлист», «Калмгаз», племенной завод «Кировский», СТО, асфальтный завод.

## Транспортная инфраструктура
Место Яшкульского СМО в транспортной системе района обусловлена его центральным положением. Здесь проходят автодороги автодорога Р216 (Астрахань — Элиста- Ставрополь), Яшкуль — Комсомольский — Артезиан, Яшкуль — Олинг (11,5 км) и Яшкуль — Тавн-Гашун (50 км).